# Linfit

## Linfit®
Linfit® è la prima disciplina di allenamento sviluppata in Italia, finalizzata a migliorare la circolazione linfatica e sanguigna, la composizione corporea, il benessere psicofisico e l’equilibrio ormonale, con particolare attenzione alla salute estetica e funzionale delle gambe delle donne. È un metodo basato su evidenza scientifica e studi interni e replicabile, che integra esercizi anaerobici, tecniche di respirazione, automassaggio linfodrenante e pratiche ispirate allo yoga e alla meditazione.

## Storia
Linfit® è stata ideata nel 2023 dai chinesiologi Claudia Viaggi e Pierluigi Gallucci, con l’intento di colmare un vuoto nel panorama del fitness rispetto all’attenzione al sistema linfatico. Il metodo è stato testato su centinaia di praticanti e ha ottenuto riconoscimento ufficiale dal CONI come come specialità della ginnastica.
Il marchio Linfit® è stato registrato ufficialmente nel febbraio 2024 per tutelare l’opera inedita, l’identità del metodo e garantirne l’unicità nel settore del fitness e del benessere.
Grazie ad un approccio multidisciplinare Linfit® riconosce 3 settori chiari: Fitness, Performance e Longevity care.
Fitness riguarda prettamente l’aspetto estetico, misure antropometriche ed inestetismi.
Performance mira all’ottimizzazione di performance e recovery di atleti di sport ad alto impatto.
Longevity care con accezione riabilitativa su pazienti oncologici, affetti da linfedema, lipedema, ma anche post asportazione di linfonodi o post chirurgia estetica e con attenzione ad alcuni parametri di salute in ottica di longevità.

## Metodo scientifico
Linfit® si basa su un protocollo scientifico rigoroso che segue le fasi di osservazione, ipotesi, sperimentazione, raccolta dati e misurazione dei risultati. È stato applicato su migliaia di donne, mostrando risultati tangibili in termini di:
- riduzione delle circonferenze (vita, fianchi, gambe)
- miglioramento della composizione corporea (tramite analisi BIA)
- diminuzione dell’infiammazione tissutale e della ritenzione idrica
- equilibrio ormonale e qualità del sonno
- miglioramento della postura, microcircolazione e benessere psicologico

## Caratteristiche
La disciplina si distingue per la sua sostenibilità, accessibilità, approccio funzionale e integrazione tra estetica, salute e performance sportiva. Gli esercizi e le tecniche Linfit® agiscono su:
- circolazione linfatica e sanguigna
- attivazione delle pompe linfatiche e venose (plantare, poplitea, tricipite surale)
- riduzione della cellulite
- tonificazione e rafforzamento muscolare
- miglioramento dell’elasticità e della mobilità articolare
- equilibrio ormonale e stimolazione endorfina/melatonina

## Struttura della pratica
Linfit® include una varietà di esercizi e pratiche combinate:
- esercizi di forza (squat, affondi, bridge, deadlift)
- tecniche di respirazione e vacuum addominale
- automassaggi linfodrenanti (manuali, con foam roller, spazzole a secco, palline)
- stretching dinamico e statico
- lavoro su piedi, caviglie, linfonodi e core
- pratiche meditative e posturali

## Pratiche Linfit
Linfit® è organizzato in moduli chiamati *Practise*, ciascuno con una funzione specifica:
- Linfit® Flow: esercizi anaerobici in sequenze fluide per stimolare la circolazione
- Linfit® Balance: esercizi di equilibrio e respirazione per l’ossigenazione e la stabilità
- Linfit® Fusion: movimenti di allungamento e rigenerazione ispirati allo yoga

## Routine specifiche
Le routine Linfit® si concentrano sulla stimolazione meccanica delle stazioni linfatiche attraverso:
- allungamento muscolare
- contrazione delle pompe linfatiche
- attivazione delle dita e della pianta del piede
- mobilità di anche, bacino, caviglie
- respirazione diaframmatica profonda

## Movimenti originali
Linfit® ha introdotto nuovi esercizi non presenti in altre discipline, tra cui:
- Pianista: attivazione delle dita dei piedi in sequenza
- Calf Pump Walk: camminata in punta di piedi con pressione mirata
- Bridge Wave: ponte glutei con movimento ondulatorio delle braccia
- Foot Flow: sequenza coordinata di estensione, pressione e flessione plantare
- Squat tendu, Push lateral kick, Deadlift Wave, Foot wave

## Benefici osservati
La pratica costante di Linfit® ha dimostrato benefici misurabili e ripetibili su:
- riduzione della massa grassa e miglioramento della massa muscolare
- miglioramento del benessere mentale e riduzione dello stress
- supporto al sistema immunitario e ormonale
- miglioramento della qualità della pelle e della salute delle gambe

## Diffusione
La disciplina ha ottenuto visibilità in Italia grazie alla partecipazione a eventi come il Milan Longevity Summit e alla copertura di numerose testate giornalistiche nazionali.